# Магуань
Магуа́нь (кит. упр. 马关, пиньинь Mǎguān) — уезд Вэньшань-Чжуан-Мяоского автономного округа провинции Юньнань (КНР).

## История
Во времена империи Цин эти земли входили в состав уезда Вэньшань. В 1819 году здесь был создан Аньпинский комиссариат (安平厅). После Синьхайской революции в Китае была произведена реформа структуры административного деления, в ходе которой комиссариаты были преобразованы в обычные уезды, и в 1913 году вместо Аньпинского комиссариата был создан уезд Аньпин (安平县). Однако выяснилось, что в провинциях Чжили и Гуйчжоу уже существуют уезды с точно таким же названием, и поэтому в 1914 году уезд был переименован в Магуань.
После вхождения провинции Юньнань в состав КНР в 1950 году был образован Специальный район Вэньшань (文山专区), и уезд вошёл в его состав.
Постановлением Госсовета КНР от 24 мая 1957 года Специальный район Вэньшань был преобразован в Вэньшань-Чжуан-Мяоский автономный округ.

## Административное деление
Уезд делится на 9 посёлков и 4 волости.

## Экономика
В уезде развито производство национальных костюмов (в том числе традиционных нарядов ханьцев, и, чжуан и мяо). По состоянию на 2024 год в Магуане работало более 400 предприятий по выпуску национальной одежды. По итогам 2024 года объем производства превысил 100 млн юаней (13,74 млн долл. США). Продукция экспортируется в провинции Гуйчжоу, Хунань и Сычуань, а также во Вьетнам, Лаос, Таиланд, США и другие страны.